# Уччани
Уччани (фр. Ucciani, корс. Auccià) — коммуна во Франции, находится в регионе Корсика. Департамент коммуны — Южная Корсика. Входит в состав кантона Челаво-Меццана. Округ коммуны — Аяччо.
Код INSEE коммуны — 2A330.

## Население
Население коммуны на 2008 год составляло 450 человек.
| 1962 | 1968 | 1975 | 1982 | 1990 | 1999 | 2008 |
| ---- | ---- | ---- | ---- | ---- | ---- | ---- |
| 307  | 393  | 324  | 285  | 310  | 389  | 450  |

## Экономика
В 2007 году среди 259 человек в трудоспособном возрасте (15—64 лет) 183 были экономически активными, 76 — неактивными (показатель активности — 70,7 %, в 1999 году было 63,5 %). Из 183 активных работало 165 человек (85 мужчин и 80 женщин), безработных было 18 (8 мужчин и 10 женщин). Среди 76 неактивных 23 человека были учениками или студентами, 27 — пенсионерами, 26 были неактивными по другим причинам.
В 2008 году в коммуне насчитывалось 176 облагаемых налогом домохозяйств, в которых проживали 389 человек, медиана доходов составляла 15 489 евро на одного человека.